# 앨리스터 브라운리
앨리스터 에드워드 브라운리 MBE(영어: Alistair Edward Brownlee MBE, 1988년 4월 23일~)는 영국의 전직 트라이애슬론 선수이다. 그는 올림픽 트라이애슬론 개인전에서 2회 우승한 유일한 선수로, 2012년과 2016년 하계 올림픽에서 금메달을 획득했다. 또한 세계 선수권 대회에서 4회 우승자이며 그 중 개인전 2회 우승(2009, 2011), 단체전 2회 우승(2011, 2014)을 달성했다. 이 밖에 유럽 선수권 대회 4회 우승(2010, 2011, 2014, 2019)했고, 2014년 코먼웰스 게임에서 금메달을 획득했다. 
브라운리는 올림픽, 세계 선수권 대회, 대륙 선수권 대회 그랜드 슬램을 달성한 유일한 남성 트라이애슬론 선수이다.

## 개인사
동생인 조너선 브라운리 또한 트라이애슬론 선수이다.